# Haja (província)

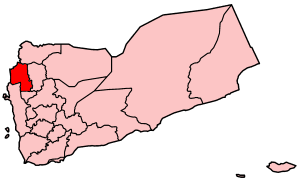
Localização no Iêmen

Haja (em árabe: حجة; romaniz.: Hajjah) é uma província (mohafazah) do Iêmen. Em janeiro de 2004 possuía uma população de 1 480 897 habitantes. Sua capital é a cidade de Haja.